# يوهان جورج يبكنخت
يوهان جورج يبكنخت (بالألمانية: Johann Georg Liebknecht)‏ (و. 1679 – 1749 م) هو رياضياتي، وعالم فلك، وعالم عقيدة، وأستاذ جامعي من ألمانيا . ولد في فازونغن. وكان عضواً في الأكاديمية البروسية للعلوم، والجمعية الملكية .
توفي في غيسن، عن عمر يناهز 70 عاماً.

## مناصب وهيئات
أدار جامعة غيسن.

## جوائز
حصل على جوائز منها:
- زميل في الجمعية الملكية.